# 渡辺金造
渡辺 金造（わたなべ きんぞう、1874年〈明治7年〉7月27日 - 1965年〈昭和40年〉5月23日）は、日本の陸軍軍人、歴史家。陸軍中将。号は刀水。退役後、埼玉県出身人物や国学者の事蹟を中心とした研究に没頭した。

## 経歴
群馬県出身。1897年（明治30年）11月、陸軍士官学校（9期）を卒業し、翌年6月、歩兵少尉に任官。
1901年（明治34年）10月、陸軍大学校（18期）に入学するが、日露戦争のため1904年（明治37年）2月に中退。戦後、1906年（明治39年）3月、陸大に復校し、同年11月に卒業し、第13師団参謀となる。
1918年（大正7年）7月には歩兵大佐に昇進し歩兵第12連隊長に、1922年（大正11年）8月には陸軍少将に進級し歩兵第40旅団長に、1924年（大正13年）2月には台湾軍参謀長に就任した。
1919年（大正8年）7月、第18師団参謀長に転じた。
1927年（昭和2年）7月、陸軍中将に進み下関要塞司令官となるが、1年後の1928年（昭和3年）8月に待命、そして予備役編入となった。
1947年（昭和22年）11月28日、公職追放仮指定を受けた。

## 栄典
位階
- 1922年（大正11年）9月11日 - 正五位[2]
- 1927年（昭和2年）9月1日 - 従四位[3]
- 1928年（昭和3年）9月28日 - 正四位[4]

勲章等
- 1908年（明治41年）12月1日 - 勲四等旭日小綬章[5]
- 1917年（大正6年）12月24日 - 勲三等瑞宝章[6]
- 1940年（昭和15年）8月15日 - 紀元二千六百年祝典記念章[7]

## 著書
- 『安藤野鴈集』、上田泰文堂、1934年
- 武島嘉三郎共編『侯爵久邇邦久伝』、飯田七三郎、1937年
- 『埼玉図書館叢書』、埼玉県立図書館、1932年 -
- 『碧蹄戦史 附幸州の戦、蔚山の戦』、明隣堂、1938年
- 『平田篤胤研究』、六甲書房、1942年
- 『鳩ヶ谷三志』、文進社、1942年
- 『平田篤胤と夫人』、弘学社、1944年
- 『渡辺刀水集』＜日本書誌学大系47＞、青裳堂書店、1985年 - 1989年
  1. 「近世名家手簡集」
  2. 「安藤素軒と年山」「荷田東丸大人」「明石景文亀蔵」「大寂庵立綱」「畠山梅軒」「黒沢翁満 - 藐姑射秘言の著者」「山東京伝と黒沢翁満との交渉」「井上文雄の筆禍」「松の門三艸子の逸話」
  3. 「村田春門日記鈔 文政五年壬午 - 天保五年甲午」
  4. 「歌人としての太田道灌」「安部摂津守信友の遺言書」「関東郡代伊奈熊蔵忠次」「松窓関脩齢」「武蔵志の著者福嶋東雄」「根岸典則 - 武州青梅の学者」「渡辺荒陽」「西沢曠野と其子孫」「若林嘉陵 - 秩父の儒者」「桑原北林」「大宮司栗原茂景」「森玄黄斎 - 秩父の畸人」「森玄黄斎余録」「戸井田研斎」「久永松陵」「斎藤多須久」「秩父志の著者大野玄鶴」「北越の志士星野米峰」
  5. 「鳩谷三志」「安藤野鴈」